# Cantone di Rians
Il Cantone di Rians era una divisione amministrativa dell'arrondissement di Brignoles.
È stato soppresso a seguito della riforma complessiva dei cantoni del 2014, che è entrata in vigore con le elezioni dipartimentali del 2015.
Comprendeva i comuni di:
- Artigues
- Ginasservis
- Rians
- Saint-Julien
- La Verdière
- Vinon-sur-Verdon